# Goght' (vattendrag)
Goght' är ett vattendrag i Armenien. Det ligger i den centrala delen av landet, 20 kilometer öster om huvudstaden Jerevan.
Trakten runt Goght' består i huvudsak av gräsmarker. Runt Goght' är det ganska tätbefolkat, med 155 invånare per kvadratkilometer.